# Wereldkampioenschappen wielrennen 1985
De wereldkampioenschappen wielrennen 1985 werden gehouden op 1 september in het Italiaanse Giavera del Montello. De wegwedstrijd bij de elite mannen werd gewonnen door Joop Zoetemelk, voor Greg LeMond en Moreno Argentin. Bij de elite dames won Jeannie Longo.

## Uitslag
| Plaats | Renner              | Land                | Tijd     |
| ------ | ------------------- | ------------------- | -------- |
| 1      | Joop Zoetemelk      | Nederland           | 6u26'38" |
| 2      | Greg LeMond         | Verenigde Staten    | +0'03"   |
| 3      | Moreno Argentin     | Italië              | z.t.     |
| 4      | Marc Madiot         | Frankrijk           | z.t.     |
| 5      | Harald Maier        | Oostenrijk          | z.t.     |
| 6      | Juan Fernández      | Spanje              | z.t.     |
| 7      | Stephen Roche       | Ierland             | z.t.     |
| 8      | Jörg Müller         | Zwitserland         | z.t.     |
| 9      | Johan van der Velde | Nederland           | z.t.     |
| 10     | Robert Millar       | Verenigd Koninkrijk | z.t.     |

1921 · 
1922 · 
1923 · 
1924 · 
1925 · 
1926 · 
1927 · 
1928 · 
1929 · 
1930 · 
1931 · 
1932 · 
1933 · 
1934 · 
1935 · 
1936 · 
1937 · 
1938 · 
1946 · 
1947 · 
1948 · 
1949 · 
1950 · 
1951 · 
1952 · 
1953 · 
1954 · 
1955 · 
1956 · 
1957 · 
1958 · 
1959 · 
1960 · 
1961 · 
1962 · 
1963 · 
1964 · 
1965 · 
1966 · 
1967 · 
1968 · 
1969 · 
1970 · 
1971 · 
1972 · 
1973 · 
1974 · 
1975 · 
1976 · 
1977 · 
1978 · 
1979 · 
1980 · 
1981 · 
1982 · 
1983 · 
1984 · 
1985 · 
1986 · 
1987 · 
1988 · 
1989 · 
1990 · 
1991 · 
1992 · 
1993 · 
1994 · 
1995 · 
1996 · 
1997 · 
1998 · 
1999 · 
2000 · 
2001 · 
2002 · 
2003 · 
2004 · 
2005 · 
2006 · 
2007 · 
2008 · 
2009 ·
2010 · 
2011 · 
2012 · 
2013 · 
2014 · 
2015 · 
2016 · 
2017 · 
2018 · 
2019 · 
2020 ·
2021 ·
2022 ·
2023 ·
2024 ·
2025 ·
2026